# Pupiana
Pupiana (łac. Diocesis Pupianensis) – stolica historycznej diecezji w Cesarstwie rzymskim w prowincji Afryka Prokonsularna, sufragania metropolii Kartagina. Współcześnie w Tunezji. Obecnie katolickie biskupstwo tytularne.

## Biskupi tytularni
| Lp. | Biskup                   | Funkcja                                                          | Od                   | Do                   |
| --- | ------------------------ | ---------------------------------------------------------------- | -------------------- | -------------------- |
| 1   | Igino Michelangelo Nuti  | wikariusz apostolski Egiptu                                      | 20 grudnia 1921      | 21 kwietnia 1966     |
| 2   | Jan Nowicki              | administrator apostolski polskiej części archidiecezji lwowskiej | 23 marca 1968        | 14 sierpnia 1973     |
| 3   | Marian Rechowicz         | administrator apostolski polskiej części archidiecezji lwowskiej | 31 grudnia 1973      | 28 września 1983     |
| 4   | Henry Ssentongo          | biskup pomocniczy Masaki (Uganda)                                | 15 grudnia 1988      | 30 marca 1992        |
| 5   | Virgil Bercea            | biskup pomocniczy archieparchii Fogaraszu i Alba Iulia (Rumunia) | 20 lipca 1994        | 6 listopada 1996     |
| 6   | Oscar Julio Vian Morales | wikariusz apostolski El Petén (Gwatemala)                        | 30 listopada 1996    | 19 kwietnia 2007     |
| 7   | Otto Separy              | biskup pomocniczy Aitape (Papua-Nowa Gwinea)                     | 2 lipca 2007         | 9 czerwca 2009       |
| 8   | Joseph Siegel            | biskup pomocniczy Joliet w Illinois (USA)                        | 28 października 2009 | 18 października 2017 |
| 9   | Eduardo Malaspina        | biskup pomocniczy São Carlos (Brazylia)                          | 7 marca 2018         | 28 grudnia 2022      |
| 10  | Mario Medina Balam       | biskup pomocniczy Jukatanu (Meksyk)                              | 11 lutego 2023       |                      |